# Подосуги
Подосуги — деревня в Смоленском районе Смоленской области России. Входит в состав Лоинского сельского поселения. Население — 10 жителей (2007 год).               Население—1 человек(2017 год) 
Расположена в западной части области в 47 км к северо-западу от Смоленска, в 9 км юго-западнее автодороги Р133 Смоленск — Невель. В 22 км южнее деревни расположена железнодорожная станция Голынки на линии Смоленск — Витебск. 

## История
В годы Великой Отечественной войны деревня была оккупирована гитлеровскими войсками в июле 1941 года, освобождена в сентябре 1943 года. 